# Silberstedt
Silberstedt (duń. Sølvested) – miejscowość i gmina w Niemczech w kraju związkowym Szlezwik-Holsztyn, w powiecie Schleswig-Flensburg, siedziba Związku Gmin Arensharde.

## Współpraca
- Groß Plasten, Meklemburgia-Pomorze Przednie[2]